# Sony Alpha DSLR-A100
Sony Alpha DSLR-A100 — первый цифровой зеркальный фотоаппарат серии Alpha (α) компании Sony, анонсированый 5 июня 2006 года. Камера унаследовала автофокус и систему стабилизации сенсора от компании Konica Minolta, а матрицу, электронику и батареи — от компании Sony. Фактически, камеру можно рассматривать как преемника Konica Minolta Dynax 5D.